# Bruno Mestre
Bruno Mestre, de son nom complet Bruno José Bernardino Mestre, est un footballeur portugais né le 7 décembre 1981 à Almodôvar. Il évolue au poste de défenseur.

## Biographie
Formé au Sporting Farense, Bruno Mestre joue principalement en faveur du Moreirense FC et du SC Olhanense.
Au total, il dispute 55 matchs en 1re division portugaise, sans toutefois inscrire de buts dans ce championnat.
À noter que Bruno Mestre possède 6 sélections en équipe du Portugal des moins de 20 ans.

## Carrière
| Saison    | Club                  | Montant | Division | Matches | Buts |
| --------- | --------------------- | ------- | -------- | ------- | ---- |
| 2000-2001 | CF Esperança de Lagos |         | IV       |         |      |
| 2001-2002 | Sporting Farense      |         | I        | 21      | 0    |
| 2002-2003 | Sporting Farense      |         | II       | 23      | 1    |
| 2003-2004 | Moreirense FC         |         | I        | 21      | 0    |
| 2004-2005 | Moreirense FC         |         | I        | 13      | 0    |
| 2005-2006 | Moreirense FC         |         | II       | 27      | 2    |
| 2006-2007 | SC Olhanense          |         | II       | 24      | 0    |
| 2007-2008 | SC Olhanense          |         | II       | 26      | 0    |
| 2008-2009 | SC Olhanense          |         | II       | 22      | 2    |
| 2009-2010 | Louletano DC          |         | III      | 22      | 0    |
| 2010-2011 | CD Fátima             |         | II       | 4       | 0    |